# Conducció subllindar

Estructura lateral d'un transistor FET

La conducció subllindar o la fuga subllindar o el corrent de drenatge subllindar és el corrent entre la font i el drenatge d'un MOSFET quan el transistor es troba a la regió de subllindar, o regió d'inversió feble, és a dir, per a tensions de porta a font per sota de la tensió de llindar.
La quantitat de conducció subllindar en un transistor s'estableix per la seva tensió llindar, que és la tensió de porta mínima necessària per canviar el dispositiu entre els estats d' encesa i apagat. Tanmateix, com que el corrent de drenatge en un dispositiu MOS varia exponencialment amb la tensió de la porta, la conducció no es converteix immediatament en zero quan s'arriba a la tensió llindar. Més aviat continua mostrant un comportament exponencial respecte a la tensió de la porta subllindar. Quan es representa en funció de la tensió de la porta aplicada, aquest corrent de drenatge subllindar presenta un pendent logarítmic lineal, que es defineix com el pendent del subllindar. El pendent de subllindar s'utilitza com a xifra de mèrit per a l'eficiència de commutació d'un transistor.
En els circuits digitals, la conducció subllindar es considera generalment com una fuita parasitària en un estat que idealment no tindria conducció. En els circuits analògics de micropotència, d'altra banda, la inversió feble és una regió operativa eficient i el subllindar és un mode de transistor útil al voltant del qual es dissenyen les funcions del circuit.
Històricament, als circuits CMOS, la tensió de llindar ha estat insignificant en comparació amb la gamma completa de tensió de la porta entre les tensions de terra i de subministrament, la qual cosa va permetre tensions de porta significativament per sota del llindar en estat apagat. A mesura que les tensions de la porta es van reduir amb la mida del transistor, l'espai per a la tensió de la porta es va reduir dràsticament per sota de la tensió llindar i la conducció subllindar es va convertir en una part important de la fuita fora de l'estat d'un transistor. Per a una generació de tecnologia amb una tensió llindar de 0,2 V, la conducció subllindar, juntament amb altres modes de fuga, pot representar el 50% del consum total d'energia. 
{\displaystyle I_{sub}} es pot determinar amb:
{\displaystyle I_{\rm {sub}}=k\,{\frac {W_{\rm {eff}}}{L_{\rm {eff}}}}\,\left(1-\mathrm {e} ^{-{\frac {V_{\mathrm {ds} }}{\phi _{\mathrm {T} }}}}\right)\,\mathrm {e} ^{\frac {V_{\rm {gs}}-V_{\rm {th}}}{\phi _{\mathrm {T} }\,s_{\rm {th}}}}}
Amb
{\displaystyle k=\mu _{\mathrm {0} }\,\phi _{\mathrm {T} }^{2}\,{\sqrt {\frac {N_{\rm {D}}q\,\epsilon _{\rm {Si}}}{2\phi _{\rm {sub}}}}}}
i l'estrès de temperatura
{\displaystyle \phi _{\mathrm {T} }={\frac {k_{\mathrm {B} }\,T}{q}}}
Significat dels símbols:
- {\displaystyle \mu _{\rm {0}}} … mobilitat del portador de càrrega
- {\displaystyle W_{\rm {eff}}} ... amplada efectiva de la porta
- {\displaystyle L_{\rm {eff}}} ... longitud efectiva de la porta
- {\displaystyle N_{\rm {D}}} ... dopatge a la regió del canal
- {\displaystyle q} ... càrrega elemental o Càrrega dels portadors de càrrega (1.602 10 −19 c)
- {\displaystyle \epsilon _{\rm {Si}}} ... constant dielèctrica del silici
- {\displaystyle \phi _{\rm {sub}}} … potencial superficial del substrat
- {\displaystyle k_{\rm {B}}} … constant de Boltzmann (1,381 10 −23 Y/K)
- {\displaystyle T} ... temperatura
- {\displaystyle s_{\rm {th}}} ... subthreshold swing